# Gheorghe Alexianu
Dr. Gheorghe Alexianu (Páncsu, 1897. – Jilava, 1946. június 1.) romániai jogász és politikus volt, aki a második világháború idején a román hadsereg által megszállt Transznisztria kormányzójának tisztségét töltötte be, 1941 és 1944 között. A háború után a bukaresti népbíróság háborús-, béke elleni- és emberiség elleni bűnök miatt halálra ítélte, majd 1946. június 1-én az ítéletet végrehajtották a jilavai börtön udvarán.

## Élete és munkássága

Román közigazgatás alatt álló területek 1942-ben.

Gheorghe Alexianu 1915-ben kezdte meg jogi tanulmányait a bukaresti egyetemen, egy évvel később azonban önkéntesként belépett a román hadseregbe és részt vett az első világháború erdélyi illetve romániai harcaiban. A bukaresti békét követően leszerelték, majd újra kezdte egyetemi tanulmányait. Diplomája megszerzése után egy évig Râmnicu Vâlcea-ban tanított, egy líceumban filozófiát és történelmet, majd 1925-ben jogi doktorátust szerzett. 1927-ben Cernăuți-ben lett egyetemi tanár, ezt a posztot egészen 1938-ig betöltötte.
Politikai karrierje 1938-ban kezdődött, amikor királyi ügyvivőnek nevezték ki a Cernăuţi székhelyű Suceava régió élére. Ebben a tisztségében az ő nevéhez fűződött az első román zsidótörvény érvényesítése Bukovina területén, melynek célja a zsidó etnikumú román állampolgárok állampolgárságtól való megfosztása volt. Alexianu népszerűtlensége miatt 1939. január 31-én elvesztette pozícióját, majd áthelyezték Bucegi régió élére, ezt a tisztséget 1940. októberéig töltötte be.
1941. augusztus 19-én Ion Antonescu kinevezte a román hadsereg által frissen megszállt Dnyeszteren túli területek kormányzójává. Ezen tisztségében egyik első feladata volt az odesszai mészárlás néven elhíresült megtorló akció megszervezése volt, mely egy, a román tisztikar ellen szovjet partizánok által elkövetett robbantásos merényletre adott válasz volt (a merénylet 73 halálos áldozattal járt, köztük volt Ion Glogojanu tábornok, Odessza katonai parancsnoka).
Transznisztria kormányzójaként Alexianu feladata volt az itteni lágerek és gyűjtőtáborok megszervezése. Ezeket a Dnyeszter és Bug folyók közti területen hozták létre, Vapniarka és Berezivka térségében, ide deportálták a megszállt területek teljes zsidó lakosságát illetve megközelítőleg 25 000 roma etnikumú személyt.
A lágerek megszervezése mellett Alexianu teljesen újjászervezte adminisztrációs szempontból is a megszállt területeket, román mintára megyéket hozva létre. 1941. december 7-én az ő indítványozására újjászervezték és megnyitották az odesszai egyetemet, melynek elődjét a román megszállás előtt keletre menekítették a szovjet hatóságok. Erre hivatkozva 1944. február 5-én Odessza díszpolgárává nyilvánították, az egyetem pedig felruházta a doctor honoris causa címmel.
Az előretörő szovjet Vörös Hadsereg által jelentett fenyegetés miatt Alexianut 1944. január 26-án felmentették tisztsége alól és helyére Gheorghe Potopeanu tábornokot nevezték ki.
Gheorghe Alexianut az augusztus 23-i román kiugrás napján Ion Antonescu marsallal és több más politikussal illetve katonatiszttel együtt letartóztatták. Az ún. nemzetárulási perben (Procesul Marii Trădări Naţionale) a bukaresti népbíróság Lucrețiu Pătrășcanu elnökletével 12 másik személlyel együtt halálra ítélte, közülük hat személyt távollétében, három másik személynek pedig megkegyelmeztek, Gheorghe Alexianut azonban 1946. június 1-én Ion Antonescu marsallal, Mihai Antonescu volt külügyminiszterrel és Constantin Vasiliu tábornokkal együtt golyó által kivégezték a jilavai börtön udvarán.
2006-ban fia perújrafelvételi kérelmet nyújtott be a négy kivégzett rehabilitálásának érdekében, a bukaresti Legfelsőbb Bíróság azonban az ítéletet megerősítette.